# Synagogan i Sofia
Synagogan i Sofia (bulgariska: Софийска синагога, Sofiyska sinagoga) är den största synagogan i sydöstra Europa, en av två fungerande synagogor i Bulgarien och den tredje största i Europa.